# Liste der Herrschaftsformen
Herrschaftsformen charakterisieren die tatsächliche Art und Weise der Herrschaftsausübung und berücksichtigen hierbei unter anderem, welche Personen oder Gruppen politische Macht ausüben.
Davon abzugrenzen sind die Regierungssysteme, welche sowohl nach der Stellung des Staatsoberhauptes, Regierungschefs und Parlaments als auch nach deren Wechselbeziehung unterschieden werden. Es muss ebenfalls zwischen Herrschaftsformen und den Staatsformen, die sich heutzutage in der Regel nach der verfassungsrechtlichen Stellung des Staatsoberhauptes richten, differenziert werden.
Bei Untersuchungen von Fallbeispielen ist oftmals festzustellen, dass mehrere Herrschaftsformen parallel auftreten können.
Bei Gesellschaftsformen wie den Jäger-und-Sammler-Kulturen, die vorwiegend in der Jungsteinzeit zu finden sind, und auch bei Nomaden ist häufig die segmentäre Gesellschaft, bei der kein dauerhafter Herrscher existiert, sondern allenfalls Respektspersonen, die aufgrund gemeinschaftlicher Entscheidungen zeitweilig führende Aufgaben übernehmen dürfen.
Der Fall, dass keine Herrschaftsform vorliegt und somit faktisch niemand Herrschaft ausübt, wird als Anarchie bezeichnet. Im Gegensatz zur segmentären Gesellschaft muss die Anarchie jedoch als bewusst gewählte „Rückkehr“ aus einer vorher existierenden Herrschaftsform verstanden werden.

## Übersicht über Herrschaftsformen
| Bezeichnung                                  | Herrschaft durch                                                               | Anmerkungen |
| -------------------------------------------- | ------------------------------------------------------------------------------ | --- |
| Absolutismus                                 | ein von Kontrollen losgelöster Monarch                                         | Sonderform der Monarchie (siehe dort). Beispiele: Frankreich (Ludwig XIV.), Fürstentümer im Römisch-Deutschen Reich. Absolutistisch regierende Herrscher handelten aus eigener Machtvollkommenheit; Zeitalter des Absolutismus in Europa zwischen 1648 und 1789. |
| Aisymnetie                                   | Schlichter                                                                     | Aisymneten waren in der Antike Schlichter, die Stadtstaaten nach Krisensituationen wiedervereinen sollten. Sie besaßen große Machtfülle. |
| Akephalie („Herrschaftsfreiheit“)            | höchstens zeitweilige informelle und provisorische Anführer                    | Sozialstruktur ohne dauerhafte Oberhäupter, beispielsweise bei Wildbeuter-Horden von Jägern, Fischern und Sammlern (Hordengesellschaft) oder in segmentären Gesellschaften |
| Algokratie                                   | Rechner (Algorithmen)                                                          | Die Herrschaft der Algorithmen |
| Anarchie                                     | niemanden                                                                      | Anarchismus bezeichnet einen Zustand der Abwesenheit von Herrschaft. Anarchie wird nicht als Herrschaftsform im engeren Sinne angesehen, da die Ablehnung jeglicher Entscheidungsträger elementarer Bestandteil der Überzeugung ist (altgriechisch ἀναρχία anarchía „Herrschaftslosigkeit“). Deshalb gehört der Begriff im strengen Sinne nicht in die Liste; er wird hier zur Abgrenzung zu weiteren Begriffen trotzdem aufgeführt. |
| Androkratie                                  | Männer                                                                         | |
| Aristokratie                                 | den Adel bzw. die „Besten“                                                     | In der Regel bezeichnet die Aristokratie die Herrschaft des Adels (auch über einen Senat als Senatsaristokratie), seltener auch eine Priesteraristokratie oder frühbürgerliche Städtearistokratie (Patrizierherrschaft). In sozialistischen Schriften taucht auch der Begriff Arbeiteraristokratie auf. Im übertragenen Sinne findet auch die Bezeichnung Geldaristokratie Verwendung.                                               |
| Autokratie                                   | eine einzelne Person oder Gruppe                                               | wörtlich „Selbstherrschaft“, durch sich selbst legitimierte Herrschaft; siehe auch Autokrat |
| Bürokratie                                   | Beamte                                                                         | Herrschaft durch Vorgaben, Normen und Regulierungen, die im Rahmen festgelegter Kompetenzen von festgelegten Beamten ausgeführt wird. |
| Demarchie                                    | das Volk                                                                       | demokratische Herrschaftsform, in der Regierung und Volksvertreter durch das Losverfahren und nicht durch Wahlen bestimmt werden; eine Variante der Demokratie |
| Demokratie                                   | das Volk (direkt) bzw. von diesem ausgewählte Mandatsträger (indirekt)         | direkte oder indirekte Herrschaftsausübung durch das Volk; in der Antike negativ besetzt, siehe Ochlokratie (entartete Form der Demokratie): Herrschaft des Pöbels, des Mobs. Für die verschiedenen Varianten der Demokratie im Detail siehe unten. |
| Despotismus                                  | einen Herrscher                                                                | totalitäre Herrschaft eines Tyrannen |
| Diktatur                                     | den Befehlenden                                                                | Zwangsherrschaft durch einen Diktator, eine politische Partei oder eine andere Gruppe. Ausprägung bewegt sich zwischen den Aspekten „autoritär“ und „totalitär“. Für mögliche Varianten einer Diktatur siehe unten. |
| Dyarchie                                     | zwei gleichberechtigte Personen                                                | wörtlich „Doppelherrschaft“ |
| Ecclesiarchie                                | Kleriker                                                                       | |
| Epistokratie                                 | Philosophen                                                                    | nach Platon nicht Herrschaft der Intellektuellen; Kant favorisiert Koexistenz von Herrschern und Philosophen |
| Expertokratie                                | Experten                                                                       | vgl. Technokratie |
| Exarchie                                     | Bischöfe                                                                       | |
| Feudalismus                                  | Lehnsherren                                                                    | siehe auch Grundherrschaft |
| Gerontokratie                                | die Alten                                                                      | auch durch den Ältestenrat |
| Globokratie                                  | internationale Regime bzw. Organisationen                                      | z. B. UNO, WTO oder noch zu schaffende internationale Organisationen, EU |
| Grundherrschaft                              | den Grundbesitzer                                                              | ähnlich wie Gutsherrschaft durch den Gutsbesitzer |
| Gynarchie                                    | Frauen                                                                         | |
| Häuptlingstum                                | dauerhaft anerkannter Anführer                                                 | Bindung an ein vererbbares Amt, jedoch zumeist nur eingeschränkte Macht |
| Hierokratie                                  | Priester                                                                       | |
| Holokratie                                   | Integrative Entscheidungsfindung                                               | Steuerung einer Organisation durch transparente und partizipative Beteiligung aller |
| Infokratie                                   | Massenmedien                                                                   | vgl. Telekratie (Problem: Informationsselektion der Medien) |
| Kakistokratie                                | den Schlimmsten                                                                | als „Herrschaft der Schlechtesten“ analog zu Aristokratie („Herrschaft der Besten“) |
| Kleptokratie                                 | die Korrupten                                                                  | als Herrschaft derer, die willkürliche Verfügungsgewalt über Besitz und Einkünfte der Beherrschten haben und entweder sich oder ihre Klientel auf Kosten der Beherrschten bereichern |
| Kommunismus                                  | alle gemeinsam                                                                 | Idee einer herrschaftsfreien und klassenlosen Gesellschaft |
| Korporatokratie                              | Unternehmen                                                                    | politische Ordnungen oder politische Systeme werden von führenden Konzernen, den sogenannten Global Playern, beeinflusst und bestimmt („Konzernherrschaft“) |
| Kritarchie                                   | Richter                                                                        | als unzulässige Herrschaft von Richtern. Insbesondere im Kontext, dass sich Richter willkürlich Verfügungsgewalt über Freiheit, Leben, Besitz und Einkünfte der Beherrschten anmaßen und entweder sich oder ihre Klientel auf Kosten der Beherrschten bereichern. |
| Kyriarchat                                   | einen „Herren, Gebieter“                                                       | steht für miteinander verbundene, interagierende Systeme von Herrschaft und Unterwerfung. |
| Kyriarchie                                   | den Potentaten                                                                 | Einflussnahme eines weltlichen Herrschers auf kirchliche Hierarchien |
| Lobbykratie                                  | Lobbyisten                                                                     | Eine indirekte Kleptokratie, in der leicht steuerbare Politdarsteller Subventionen und Gesetze entsprechend den Wünschen reicher und einflussreicher Gruppen festlegen. |
| Logokratie                                   | das Wort/die Vernunft                                                          | Herrschaft des Wortes, Herrschaft der Vernunft (Nach Kurt Hiller) |
| Matriarchat                                  | Mütter/die Älteste                                                             | Eine von Frauen dominierte Gemeinschaft |
| Mediokratie (Medienherrschaft)               | Eigentümer medialer Plattformen                                                | Missbrauch von Medienmacht (siehe Medium als Kommunikationsmittel) durch Beschränkung der verfügbaren Informationen und andere Beeinflussung der öffentlichen Meinung |
| Mediokratie (Herrschaft der Mittelmäßigkeit) | Herrschaft des Mittelmaßes                                                     | Eher mittelmäßig (lateinisch medius) begabte Menschen halten die entscheidenden Schaltstellen einer Gesellschaft besetzt und nutzen ihre Macht dazu, höher begabten Konkurrenten den Aufstieg zu verwehren |
| Meritokratie                                 | verdiente Persönlichkeiten                                                     | Herrschaft durch Amtsträger, welche aufgrund ihrer Leistung oder ihres Verdienstes ausgewählt wurden, damit es keinen Machtmissbrauch gibt. |
| Minarchie (Minimalstaat)                     | „Freiheit und das Eigentum jedes Individuums“                                  | Minimale Herrschaftsausübung durch Parlamente; Herrschaft begrenzt auf Justiz, Polizei, Gefängnisse und Streitkräfte |
| Monarchie                                    | eine – oft angeblich von Gott autorisierte – Einzelperson                      | wörtlich „Alleinherrschaft“, durch Erbfolge oder durch Wahlen (Absolute Monarchie: König kann ohne ständische Vertretung, ohne Parlament und Verfassung regieren; Konstitutionelle Monarchie: König ist einer Verfassung unterworfen; Parlamentarische Monarchie: König ist nur Chef der Exekutive, Parlament ist Legislative) |
| Monokratie                                   | Alleinherrscher, Einen                                                         | kann sowohl eine legitime Monarchie als auch eine Tyrannei oder Diktatur darstellen und ist somit ein Oberbegriff für diese Herrschaftsformen. Das Gegenteil ist die Polykratie. |
| Neopatrimonialismus                          | Günstlingsherrschaft                                                           | Mischform aus den beiden Weberschen Herrschaftstypen der patrimonialen und der rational-legalen Herrschaft; zwischen Demokratie und Autokratie. Kennzeichen sind Klientelismus, Korruption und Rentenökonomie. Vor allem in der Neuzeit (insbes. in Afrika) verbreitet. |
| Nomokratie                                   | Herrschaft des Gesetzes                                                        | In einer Nomokratie kann der Herrscher die Regeln (Gesetze) nicht oder kaum verändern. |
| Oligarchie                                   | eine Minderheit/eine eigennützige kleine Gruppe, wörtlich „Herrschaft weniger“ | Bei einer Oligarchie herrschen einige, die allerdings nur an ihrem Eigennutz interessiert sind. Sie bildet im Verfassungskreislauf so das Gegenstück zur Aristokratie. |
| Ochlokratie                                  | die Masse/den „Pöbel“                                                          | Im Verfassungskreislauf neben der Demokratie die entartete Form der Politie |
| Panarchie                                    | alle Systeme                                                                   | Trennung von Regierung und Territorium – d. h. in einem Territorium können „alle“ Systeme bestehen |
| Pantisokratie                                | alle gleichermaßen                                                             | S. T. Coleridge, R. Southey und R. Lovell nutzten Ende des 18. Jahrhunderts den Begriff als Namen für ihre zu gründende Kolonie in der Neuen Welt. Siehe auch: Utopischer Sozialismus |
| Patriarchat                                  | Väter/den Ältesten                                                             | in einer von Männern dominierten Gemeinschaft |
| Plutokratie                                  | die Reichen                                                                    | Unterform der Oligarchie; Staatsämter sind nur den Reichen zugänglich (auch Plutarchie). |
| Politie                                      | Vernünftige, Besonnene                                                         | Gemäß Aristoteles im Verfassungskreislauf die beste Form der legalen Herrschaft. |
| Polyarchie                                   | Viele, Mehrere                                                                 | im Gegensatz zur Monarchie |
| Polykratie                                   | Viele parallel                                                                 | Gegenstück zur Alleinherrschaft eines Einzelnen (Monokratie). |
| Pornokratie                                  | Mätressen                                                                      | Beeinflussung der Regierenden durch ihre (offizielle) Geliebte |
| Ptochokratie                                 | die Armen                                                                      | |
| Sozialismus                                  | Herrschaft des Proletariats (Arbeiterklasse)                                   | nach Karl Marx und Friedrich Engels (Marxismus) kann und sollte das in einer Partei organisierte Proletariat die Macht erobern, diese Herrschaft des Proletariats (Sozialismus) hat ihre Hauptaufgabe in der Aufhebung des wirtschaftlichen Privateigentums und kann zur klassenlosen Gesellschaft (Kommunismus) führen. |
| Soziokratie                                  | die (gesamte) Bevölkerung                                                      | keine klare Abgrenzung zur Demokratie bzw. Ochlokratie möglich; schließt jedoch meist auch normalerweise nicht wahlberechtigte Einwohner mit ein. |
| Stratokratie                                 | Militär                                                                        | bürgerliche Regierung mit militärischer Intervention der Streitkräfte |
| Synarchie                                    | von vielen Menschen gleichzeitig                                               | Herrschaftsform, bei der die Regierung gleichzeitig von vielen Menschen ausgeführt wird; viele Verschwörungstheorien sehen in Synarchien „Weltregierungen“ wie zum Beispiel die Freimaurer oder den Illuminatenorden. Der Begriff existiert seit dem 19. Jahrhundert. |
| Synkratie                                    | von Vielen                                                                     | Herrschaftsform eines Staates, bei der das Volk beteiligt ist an Gesetzgebung und Regierung, etwa durch Abstimmung oder gewählte Vertreter. |
| Technokratie                                 | Experten-Kommissionen                                                          | abwertend für Entscheidungen nach Sachzwängen durch Fachleute und Politiker, meist fortschrittsgläubig |
| Thalassokratie                               | des Meeres                                                                     | Herrschaftsform eines maritim-kommerziell ausgerichteten Staates oder einer Vereinigung von Staaten, die über eine auf der Seemacht beruhende Überlegenheit zur Sicherung ihres Handelsmonopols sowie über eine leistungsfähige Wirtschaft und Handelsflotte verfügen. |
| Theokratie                                   | eine göttlich erwählte Person oder die Priesterklasse                          | wörtlich „Gottesherrschaft“; Herrschaftsform, bei der der Herrschende von seinen Anhängern als göttlich erwählte Person verehrt wird und seine Macht allein religiös legitimiert wird. Siehe auch „Cäsaropapismus“ mit einem weltlichen und geistlichen Herrscher in einer Person |
| Timokratie                                   | die Angesehensten/die Besitzenden                                              | wörtlich „Ehrenherrschaft“ |
| Tyrannis                                     | einen absoluten Herrscher                                                      | vorwiegend antike Form der Alleinherrschaft, in welcher der Herrscher gemäß Aristoteles absolut regieren kann. |
| Xenokratie                                   | Fremde                                                                         | „Fremdherrschaft“ |

## Demokratie- und Diktaturvarianten
Die folgenden Tabellen sollen zusätzlich eine Übersicht über die verschiedenen Varianten von Diktaturen und Varianten der Demokratie geben:
| Herrschaftsform          | Bedeutung bzw. Varianten                                       | Verbreitung                  | Anmerkungen |
| ------------------------ | -------------------------------------------------------------- | ---------------------------- | --- |
| Demokratie               | Volksherrschaft (griechisch)                                   | Griechische Antike bis heute | Demokratie bezeichnete ursprünglich im antiken Griechenland die direkte Volksherrschaft, heute beschreibt der Begriff alle Herrschaftsformen, deren Grundlagen aus dem Volk abgeleitet werden.                                                                                                |
| Varianten der Demokratie | Direkte Demokratie (auch unmittelbare Demokratie genannt)      |                              | Direkte Ausübung der Macht durch das Volk (oder besser: durch die Bürger) |
| Varianten der Demokratie | Basisdemokratie                                                |                              | Form der direkten Demokratie, d. h. unmittelbare von Vertretern unabhängige Volksherrschaft „von unten her“ |
| Varianten der Demokratie | Partizipatorische Demokratie                                   |                              | Ziel der politischen Mitwirkung vieler in möglichst vielen Bereichen |
| Varianten der Demokratie | Liquid Democracy                                               |                              | Der Bürger kann zu Gesetzen oder dergleichen selbst abstimmen oder seine Stimme (zusammen mit gegebenenfalls übernommenen) jemand anderem übertragen. Die Übertragung kann er jederzeit und zu jeder Entscheidung zurücknehmen oder ändern. Das Ganze wird über ein Computernetz organisiert. |
| Varianten der Demokratie | Demarchie (auch aleatorische Demokratie genannt)               | z. B. Attische Demokratie    | Regierung oder Volksvertreter werden durch Losverfahren und nicht durch Wahlen bestimmt |
| Varianten der Demokratie | Repräsentative Demokratie (auch mittelbare Demokratie genannt) |                              | Entscheidungen nicht durch das Volk selber, sondern durch zyklisch gewählte Volksvertreter |
| Varianten der Demokratie | Rätedemokratie                                                 |                              | |
| Varianten der Demokratie | Deliberative Demokratie                                        |                              | |
| Varianten der Demokratie | Illiberale Demokratie                                          |                              | |
| Varianten der Demokratie | Panarchismus                                                   |                              | Die Wahlentscheidung gilt für den betreffenden Wähler; Personenbindung statt Territorialbindung |
| Varianten der Demokratie | Parteiendemokratie                                             |                              | Demokratisches System mit entscheidender Rolle von politischen Parteien |
| Varianten der Demokratie | Kanzlerdemokratie                                              |                              | Sondertypus der repräsentativen Demokratie mit besonderer Machtstellung des Kanzlers |
| Varianten der Demokratie | Plebiszitäre Demokratie                                        |                              | Mischtyp; repräsentative Demokratie mit zahlreichen Möglichkeiten zur direkten politischen Einflussnahme durch das Volk bzw. die Bürger |

| Herrschaftsform                                                       | Bedeutung bzw. Varianten            | Verbreitung                                                                                | Anmerkungen |
| --------------------------------------------------------------------- | ----------------------------------- | ------------------------------------------------------------------------------------------ | --- |
| Diktatur                                                              | vorschreiben, befehlen (lateinisch) | Römische Antike bis Neuzeit, im 20. Jahrhundert zum Beispiel Adolf Hitler und Josef Stalin | Ursprünglich war ein (römischer) Diktator ein mit Sondervollmachten legitimierter Befehlshabender über alle Bereiche auf Zeit in Notzeiten. In einer Diktatur regiert ein einzelner Diktator oder eine kleine Gruppe ohne freie Wahlen; (moderne) Diktatoren kommen meist anders als Monarchen nicht durch Erbschaft oder Wahl an die Macht, sondern illegitim, indem sie eine legitime Staatsform stürzen. Die Herrschaftsausübung kann entweder autoritär oder totalitär sein. Auch formelle Republiken oder Monarchien können diktatorisch geführt werden. Die Diktatur stellt zugleich philosophisch eine Herrschaftsform dar. |
| Varianten der Diktatur und Regierungsformen in diktatorischen Staaten | Despotie/Tyrannei                   |                                                                                            | Meist beschreibt der Begriff eine entartete diktatorische Monarchie, in der der Herrscher (Despot) die unumschränkte Herrschaft ausübt. Kennzeichen von einer Despotie sind Tyrannei und Willkür. Despot entspricht im Griechischen dem Herrscherbegriff. |
| Varianten der Diktatur und Regierungsformen in diktatorischen Staaten | Diktatur des Proletariats           |                                                                                            | Politische Herrschaft speziell der Arbeiterklasse |
| Varianten der Diktatur und Regierungsformen in diktatorischen Staaten | Einparteiensystem                   |                                                                                            | Diktatorische Herrschaft durch eine Partei |
| Varianten der Diktatur und Regierungsformen in diktatorischen Staaten | Militärdiktatur                     |                                                                                            | Ausübung der Regierung durch ein militärisches System |
| Varianten der Diktatur und Regierungsformen in diktatorischen Staaten | Personelle Diktatur                 |                                                                                            | auf eine Führungsperson fixierte, weniger ideologische Diktatur und damit Sonderform der Charismatische Herrschaft |
| Varianten der Diktatur und Regierungsformen in diktatorischen Staaten | Mischformen                         |                                                                                            | Mischtypen aus den vorherigen Diktaturformen |